# Muireadhach Ua Cárthaigh
Muireadhach Ua Cárthaigh (? - 1067) fue un poeta irlandés de Connacht.
En los Anales de los cuatro maestros se menciona que falleció ahogado en Loch Calgaich en 1067. Fue descrito como «el poeta jefe y profesor (ollamh) de Connaught»; no se han preservado poemas de su autoría, aunque en el Catalogue of Irish Manuscripts in the Royal Irish Academy de 1926 se menciona la presencia de alguno.
La familia Uí Cárthaigh (anglificado Carthy) estuvo localizada en Ui Maine, aunque aparentemente sin miembros de la dinastía.